# Brad Steiger
Brad Steiger (19 tháng 2 năm 1936 – 6 tháng 5 năm 2018) là một tác giả hư cấu và phi hư cấu người Mỹ chuyên viết về đề tài huyền bí, tâm linh, UFO, tội phạm thực và tiểu sử.

## Tiểu sử
Steiger chào đời với tên khai sinh Eugene E. Olson vào ngày 19 tháng 2 năm 1936, tại Bệnh viện Lutheran Fort Dodge trong một trận bão tuyết. Ông lớn lên tại một trang trại bình yên ở Bode, Iowa. Ông tự nhận mình là một tín đồ phái Lutheran cho đến năm mười một tuổi thì xuất hiện trải nghiệm cận tử làm thay đổi hẳn niềm tin tôn giáo của ông. Cha mẹ từng khuyến khích ông trở thành một giáo viên. Ông tốt nghiệp trường Luther College (Iowa) vào năm 1957 và Đại học Iowa vào năm 1963. Ông nhận dạy tiếng Anh ở trường trung học trước khi giảng dạy Văn học và Viết Sáng tạo tại trường đại học cũ của mình từ năm 1963 đến 1967.
Steiger từng tuyên bố đã viết cuốn sách đầu tiên của mình ở tuổi lên bảy. Quyển sách đầu tiên của ông có nhan đề Ghosts, Ghouls and Other Peculiar People được xuất bản năm 1965. Ông trở thành nhà văn toàn thời gian vào năm 1967. Ông là tác giả/đồng tác giả gần 170 cuốn sách, đã bán được 17 triệu bản. Ông còn viết tiểu sử về Greta Garbo, Judy Garland và Rudolph Valentino, mà sau được chuyển thể thành phim vào năm 1977. Ông cùng vợ là Sherry Hansen Steiger viết chung cuốn Four-legged Miracles: Heartwarming Tales of Lost Dogs' Journeys Home.
Steiger xuất hiện với tư cách là khách mời trên đài phát thanh Coast to Coast AM và chương trình Jeff Rense Program.
Steiger từng viết là ông tin tưởng Atlantis là một địa điểm có thật. Trong tác phẩm của mình mang tên Atlantis Rising ông đã lập luận rằng Atlantis chính là quê hương của một nền văn minh toàn năng với thành tựu công nghệ tinh vi. Ông cũng tuyên bố các dấu vết ở sông Paluxy là bằng chứng cho một nền văn minh cổ đại của loài người khổng lồ.
Ông là người đề xuất ý tưởng nhà du hành vũ trụ cổ. Steiger tuyên bố rằng nhiều chủng người bắt nguồn từ sinh vật ngoài hành tinh. Ông gọi những sinh vật này là "người vũ trụ".
Steiger đã kết hôn với Sherry Hansen Steiger, một tác giả và bộ trưởng, từ năm 1987 cho đến khi qua đời vào năm 2018. Họ có năm người con và chín đứa cháu. Ông qua đời vào ngày 6 tháng 5 năm 2018 ở tuổi 82.

## Phê bình
Sách của Steiger bán rất chạy nhưng đã bị các học giả chỉ trích thậm tệ.
Nhà nhân chủng học Bonita Freeman-Witthoft đã gán cho cuốn Medicine Power của Steiger một lời nhận xét đầy tiêu cực. Bà lưu ý rằng Steiger đã thất bại trong việc trích dẫn các nguồn tư liệu học thuật, đưa ra tài liệu thiếu sót và những lời kể về thần thoại của ông là không chính xác. Bà kết luận rằng "Đây là một tác phẩm đáng thất vọng không có ích chi cho các học giả và vô ích cho một người thực sự quan tâm đến tâm linh của người Mỹ bản địa."
Sarah Higley thì đưa ra đánh giá trái chiều cho cuốn The Werewolf Book của Steiger và đưa ra kết luận "với một người ưa thích chắc chắn cho sự giật gân với độ chính xác, người đọc bình thường cũng sẽ tìm thấy nhiều loại thông tin và thú vui tiêu khiển."
Nhà điều tra hoài nghi Joe Nickell coi Steiger là một nguồn tư liệu không đáng tin cậy và lưu ý rằng ông "không ngừng viết ra những cuốn sách đề xướng các câu chuyện huyền bí".
Những cuốn sách của ông cũng đã thu hút những lời chỉ trích từ Jason Colavito khi cho rằng chúng chứa đầy những tuyên bố giả khoa học.